# Mill Street
Mill Street – przysiółek w Anglii, w hrabstwie Suffolk, w dystrykcie Babergh, w civil parish Polstead.